# 김성준 (1993년)
김성준(1993년 1월 15일 ~ )은 대한민국의 배우이다.

## 학력
- 하성고등학교 (2011년 졸업)

## 출연작

### 영화
- 《서울만 가면 된다》 (2011년) - B 역
- 《너는 모른다》 (2012년) - 정근철 역

### 드라마
- 《해피시스터즈》 (2017년, SBS) - 소대리 역